# Eryxo av Kyrene
Eryxo, död efter 530 f.Kr., var en drottning av Kyrene, gift med kung Arcesilaus II av Kyrene (r. 560–550 f.Kr). 
Hon var dotter till prinsessan Critola av Kyrene och en okänd medlem av den kyrenska adeln, och därmed dotterdotter till kung Arcesilaus I av Kyrene och systerdotter till kung Battus II av Kyrene. Hon gifte sig med sin kusin Arcesilaus II av Kyrene, som blev monark 560 f.Kr. Eryxo beskrivs som nobel, blygsam och belevad.    
Barn
1. Battus III av Kyrene